# Saint-Aybert
Saint-Aybert és un municipi francès, situat a la regió dels Alts de França, al departament del Nord. L'any 2006 tenia 361 habitants. Limita al sud amb Crespin, a l'oest amb Thivencelle i al nord-oest amb Condé-sur-l'Escaut.

## Demografia
| 1962                                       | 1968 | 1975 | 1982 | 1990 | 1999 | 2006 |
| ------------------------------------------ | ---- | ---- | ---- | ---- | ---- | ---- |
| 294                                        | 319  | 275  | 296  | 295  | 339  | 361  |
| Des de 1962: població sense dobles comptes |      |      |      |      |      |      |

## Administració
| Període   | Identitat       | Partit        |
| --------- | --------------- | ------------- |
| 2001-2008 | Olgan Durieux   | Divers droite |
| 2008-     | Jean-Marie Lédé |               |